# Léo Portela
Leonardo Morreale Diniz Portela, também conhecido como Léo Portela (Belo Horizonte, 10 de outubro de |1980), é um político ítalo-brasileiro, advogado e administrador de recursos humanos filiado ao Partido Liberal (PL). É pós-graduado em Direito Civil e Direito Processual Civil, mestre em Direito e professor universitário. É filho do Deputado Federal por Minas Gerais Lincoln Portela e da Vereadora de Belo Horizonte Marilda Portela. Irmão da Deputada Estadual Alê Portela. 
No Governo de Minas Gerais, foi subsecretário da Secretaria de Casa Civil e Relações Institucionais de Minas Gerais no governo de Antonio Anastasia e vice-presidente da Companhia de Tecnologia da Informação do Estado de Minas Gerais (PRODEMGE).
Foi Assessor de Relações Institucionais da Confederação Nacional do Transporte, membro do Grupo de Trabalho do Fundo de Amparo ao Trabalhador (FAT), membro da Comisssão de Erradicação do Trabalho Infantil (Conaeti), membro da Comissão Tripartite do Programa de Alimentação do Trabalhador (CTPAT), no Ministério do Trabalho e Emprego e, ainda, membro do Conselho Nacional de Trânsito (Contran), do Ministério das Cidades, todos por indicação da CNT.

## Carreira política
Em 05 de outubro de 2014, foi eleito para seu primeiro mandato na Assembleia Legislativa de Minas Gerais com 54.602 votos. Foi eleito como Vice Líder do Bloco Minas Melhor. Também foi eleito Vice Presidente da Comissão de Redação. Em 2018 foi eleito para seu segundo mandato como Deputado Estadual com 93.895 votos . Nesta legislatura foi eleito Presidente da Comissão de Transportes e Obras Públicas da Assembleia Legislativa  e permaneceu na função durante os quatro anos de duração do mandato .

### Desastre Ambiental de Mariana
Quando ocorreu o Rompimento de barragem em Mariana, tomou parte na Comissão Extraordinária das Barragens formada pela ALMG, que trabalhou pela busca de soluções para o desastre ambiental.

### Aliança pela Vida
Como membro da comissão de prevenção e combate ao uso de crack e outras drogas, Léo Portela impediu que o Programa Aliança pela Vida, que firma convênios do Estado com Comunidades Terapêuticas para tratamento de dependentes fosse extinto.

### Premiações e homenagens
Ordenado em 2017 "Cavaliere dell’ordine della stella d’Italia" pelo Presidente da Itália, Sergio Mattarella e pelo ministro das Relações Exteriores, Angelino Alfano.
Detentor de todas as condecorações e comendas oficiais do Governo do Estado de Minas Gerais e da Assembleia Legislativa, também possui as principais homenagens do Tribunal Regional do Trabalho (TRT) e da Defensoria Pública. 